# یواس‌اس ساوانه (ای‌اوآر-۴)
یواس‌اس ساوانه (ای‌اوآر-۴) (به انگلیسی: USS Savannah (AOR-4)) یک کشتی بود که طول آن ۶۵۹ فوت (۲۰۱ متر) بود. این کشتی در سال ۱۹۷۰ ساخته شد.